# 盆地角 (特拉華州)
盆地角（英語：Basin Corner）是位於美國特拉華州紐卡斯爾縣的一個非建制地區。

## 地理
盆地角的座標為39°40′50″N 75°35′24″W / 39.68056°N 75.59000°W，而該地最高點為海拔高度22米（即72英尺）。